# 南久が原
南久が原（みなみくがはら）は、東京都大田区の町名。現行行政地名は南久が原一丁目及び南久が原二丁目。住居表示実施済区域。

## 地理
東京都大田区の西部に位置する。北辺は東嶺町に接する。東部は久が原に接する。南部は千鳥に接する。西部は東京都道311号環状八号線（環八通り）に接し、これを境に鵜の木に接する（地名はいずれも大田区）。町域内を南北に東急池上線が通っており、町域内に久が原駅がある。久が原駅付近に商店が見られる他は、多くは住宅地である。

## 世帯数と人口
2024年（令和6年）4月1日現在（東京都発表）の世帯数と人口は以下の通りである。
| 丁目           | 世帯数    | 人口    |
| -------------- | --------- | ------- |
| 南久が原一丁目 | 1,023世帯 | 2,126人 |
| 南久が原二丁目 | 2,279世帯 | 4,200人 |
| 計             | 3,302世帯 | 6,326人 |

### 人口の変遷
国勢調査による人口の推移。
| 年                 | 人口  |
| ------------------ | ----- |
| 1995年（平成7年）  | 6,010 |
| 2000年（平成12年） | 6,030 |
| 2005年（平成17年） | 6,095 |
| 2010年（平成22年） | 6,037 |
| 2015年（平成27年） | 5,964 |
| 2020年（令和2年）  | 6,323 |

### 世帯数の変遷
国勢調査による世帯数の推移。
| 年                 | 世帯数 |
| ------------------ | ------ |
| 1995年（平成7年）  | 2,646  |
| 2000年（平成12年） | 2,731  |
| 2005年（平成17年） | 2,808  |
| 2010年（平成22年） | 2,849  |
| 2015年（平成27年） | 2,902  |
| 2020年（令和2年）  | 3,222  |

## 学区
区立小・中学校に通う場合、学区は以下の通りとなる（2023年3月時点）。
| 丁目           | 番地              | 小学校                   | 中学校                 |
| -------------- | ----------------- | ------------------------ | ---------------------- |
| 南久が原一丁目 | 全域              | 大田区立東調布第三小学校 | 大田区立大森第七中学校 |
| 南久が原二丁目 | 1番の一部 2〜33番 | 大田区立東調布第三小学校 | 大田区立大森第七中学校 |
| 南久が原二丁目 | 1番の一部         | 大田区立東調布第三小学校 | 大田区立大森第十中学校 |

## 事業所
2021年（令和3年）現在の経済センサス調査による事業所数と従業員数は以下の通りである。
| 丁目           | 事業所数  | 従業員数 |
| -------------- | --------- | -------- |
| 南久が原一丁目 | 32事業所  | 216人    |
| 南久が原二丁目 | 148事業所 | 888人    |
| 計             | 180事業所 | 1,104人  |

### 事業者数の変遷
経済センサスによる事業所数の推移。
| 年                 | 事業者数 |
| ------------------ | -------- |
| 2016年（平成28年） | 187      |
| 2021年（令和3年）  | 180      |

### 従業員数の変遷
経済センサスによる従業員数の推移。
| 年                 | 従業員数 |
| ------------------ | -------- |
| 2016年（平成28年） | 1,042    |
| 2021年（令和3年）  | 1,104    |

## 交通
町域内の東急池上線久が原駅のほか、南部では隣の千鳥町駅も利用可能である。また地域西部方面では東急多摩川線鵜の木駅が、南西部方面では隣の下丸子駅もそれぞれ利用可能な範囲にある。

## 施設
- 大田区立大森第七中学校
- 大田区立東調布第三小学校
- シーエス・アデイ（地域活動支援センターII型）
- 発達支援トモノエ久が原教室 (児童発達支援事業所)
- 昭和のくらし博物館

## その他

### 日本郵便
- 郵便番号 : 146-0084[2]（集配局 : 千鳥郵便局[14]）。